# Codex Theodosianus
A Codex Theodosianus az I. Constantinustól II. Theodosius római császár uralkodásáig kiadott császári rendeleteket foglalta össze, gyűjtötte egy kódexbe. A római jog egyik jelentős forrásműve.

## A kódex létrejötte
II. Theodosius kelet-római és III. Valentinianus nyugat-római császárok 429-ben kiadtak egy közös rendeletet, mely alapján megindult a császári rendeletek összegyűjtése, kodifikálása. A kódex 435–438 közt jött létre, 438-ban hirdették ki és 439. január 1-jén lépett hatályba a birodalom mindkét felében.

## A Codex Theodosianus szerkezete
Maga a kódex tizenhat könyvből áll, amelyekben a rendeletek kronológiai sorrendben követik egymást. Kiemelkedő szerephez jut a közjog benne: sok különösen kegyetlen büntetőjogi szabály is megtalálható. 

## A kódex hatása
A törvénykönyv nagyban hatott az 529-ben kiadott Codex Iustinianus-ra. A birodalom keleti felében a iustinianusi kodifikációig hatályban volt, a birodalom nyugati felében a Breviarium Alaricianum közvetítésével terjedt el, és egészen a XII. századig a római jog egyik legfontosabb forrása volt.